# Sarah Knafo
Sarah Knafo (Les Pavillons-sous-Bois, 24 aprile 1993) è una politica francese.

## Biografia
Nel 2018, dopo gli studi superiori presso l'Università Pantheon-Sorbona e l'Istituto di studi politici di Parigi, è stata studentessa presso l'ENA. Molto ben classificata alla fine della sua formazione scolastica (tra le prime dieci), è stata poi magistrato alla Corte dei conti. Dopo aver chiesto e ottenuto un congedo per motivi personali, ha guidato la campagna presidenziale del suo compagno Éric Zemmour nel 2021-2022, di cui è la principale consigliera.

### Famiglia
Nata nel 1993 a Les Pavillons-sous-Bois, Sarah Knafo proviene da una famiglia di ebrei provenienti dal Marocco. Sua madre è un'ipnositerapia e suo padre è un imprenditore. Sua sorella, Cindy Knafo, è una fotografa di moda. Suo fratello, Dan Knafo, nato nel 1998, è morto nel 2017 per complicazioni mediche.

### Studi
Sarah Knafo ha frequentato il Lycée de l'Alliance, una scuola ebraica privata, appartenente alla rete Alliance Israélite Universelle, dove ha conseguito il diploma di maturità nel 2011. Nel 2016 ha detto: "Sono di fede ebraica ma mi sento di cultura cristiana. Per me, Charles Péguy è importante quanto la Torah»
Ammessa al corso preparatorio all'inizio dell'anno accademico 2011, è stata bocciata per due anni all'esame di ammissione al dipartimento di economia e gestione D2 dell'École normale supérieure Paris-Saclay. Nel 2013 è entrata all'Istituto di studi politici di Parigi, dove è stata ammessa al master in affari pubblici. Ha inoltre conseguito una doppia laurea in economia e scienze politiche presso l'Università Panthéon-Sorbonne nel 2014.
Nel 2017, dopo un primo tentativo, Sarah Knafo è stata ammessa all'esame di ammissione all'École nationale d'administration (ENA). In particolare, è stata incoraggiata a provare il concorso ENA da Éric Zemmour

### Vita privata
Dal 2021, Sarah Knafo, che era legata al giovane Louis Sarkozy prima che incontrasse Capucine Anav nel 2014, è presentata dai media come la compagna di Éric Zemmour
Nel settembre 2021, Paris Match ha pubblicato in copertina una foto suggestiva di lei e Éric Zemmour, che hanno poi citato in giudizio il giornale per violazione della privacy. Nel novembre dello stesso anno, il giornale Closer affermò che era incinta di Éric Zemmour, cosa che lei negò. Ha presentato una denuncia contro il giornale nel contesto dell'inizio ufficiale della sua campagna presidenziale.
Nel gennaio 2022, durante un'intervista televisiva su BFM TV, Éric Zemmour ha confermato la loro relazione. A maggio, François-Xavier Ménage, a margine della promozione del suo libro L'Intrigante Sarah Knafo, scritto insieme ad Ava Djamshidi, ha rivelato di aver detto loro di non essere mai stata incinta.

## Carriera professionale

### Tirocinio presso un'ambasciata e incarico presso la Corte dei conti
Nel 2018, durante i suoi studi all'ENA, Sarah Knafo ha svolto un tirocinio presso l'Ambasciata di Francia in Libia, che all'epoca era trasferita a Tunisi. Si è occupata in particolare di rotte migratorie, esperienza che ha poi messo a frutto durante un secondo tirocinio presso la Direzione Generale per gli Stranieri in Francia. È nell'ambito di questi tirocini che ha scritto una "guida pratica" per l'amministrazione centrale, destinata a facilitare le procedure per l'espulsione degli immigrati clandestini.
Nella primavera del 2020 ha lavorato presso la prefettura di Senna-Saint-Denis come "alto funzionario nel rafforzamento del Covid-19", e questo periodo è stato registrato come "servizio volontario", per il quale è stata decorata con la medaglia d'onore per atti di coraggio e dedizione su decisione del prefetto Georges-François Leclerc.
Nel 2019 la sua graduatoria al termine degli studi presso l'ENA gli ha aperto le porte ai maggiori enti dello Stato. È diventata revisore dei conti presso la Corte dei conti. Faceva parte della brigata che controllava i conti annuali dell'Eliseo nella primavera del 2020.
Nel settembre 2021 è stata collocata in congedo dalla Corte dei conti, presieduta da Pierre Moscovici, al fine di rispettarne l'etica e per il suo impegno politico al fianco di Éric Zemmour.

## Carriera politica

### Membro dell'UNI e dell'UMP
Durante i suoi studi a Sciences Po (2013-2017), Sarah Knafo ha aderito all'Unione Nazionale Interuniversitaria (UNI), nonché all'associazione studentesca "Critica della ragione europea" (CRE), che difende posizioni sovraniste ed euroscettiche. In questo contesto conosce Hubert Védrine, Jean-Pierre Chevènement, Régis Debray, Alain Finkielkraut e Marie-France Garaud.
Le Monde ha detto che è stata "sedotta dal Sarkozyismo del 2012", quando ha aderito all'Unione per un Movimento Popolare (UMP). Ha incontrato Henri Guaino nel 2014.
Nel 2015, mentre era membro dell'UMP, si è dichiarata a favore della creazione di una sezione studentesca del Front national a Sciences Po. In vista delle primarie del 2016 della destra e del centro, ha sostenuto Henri Guaino, che alla fine non si è candidato..

### Consigliere di Éric Zemmour

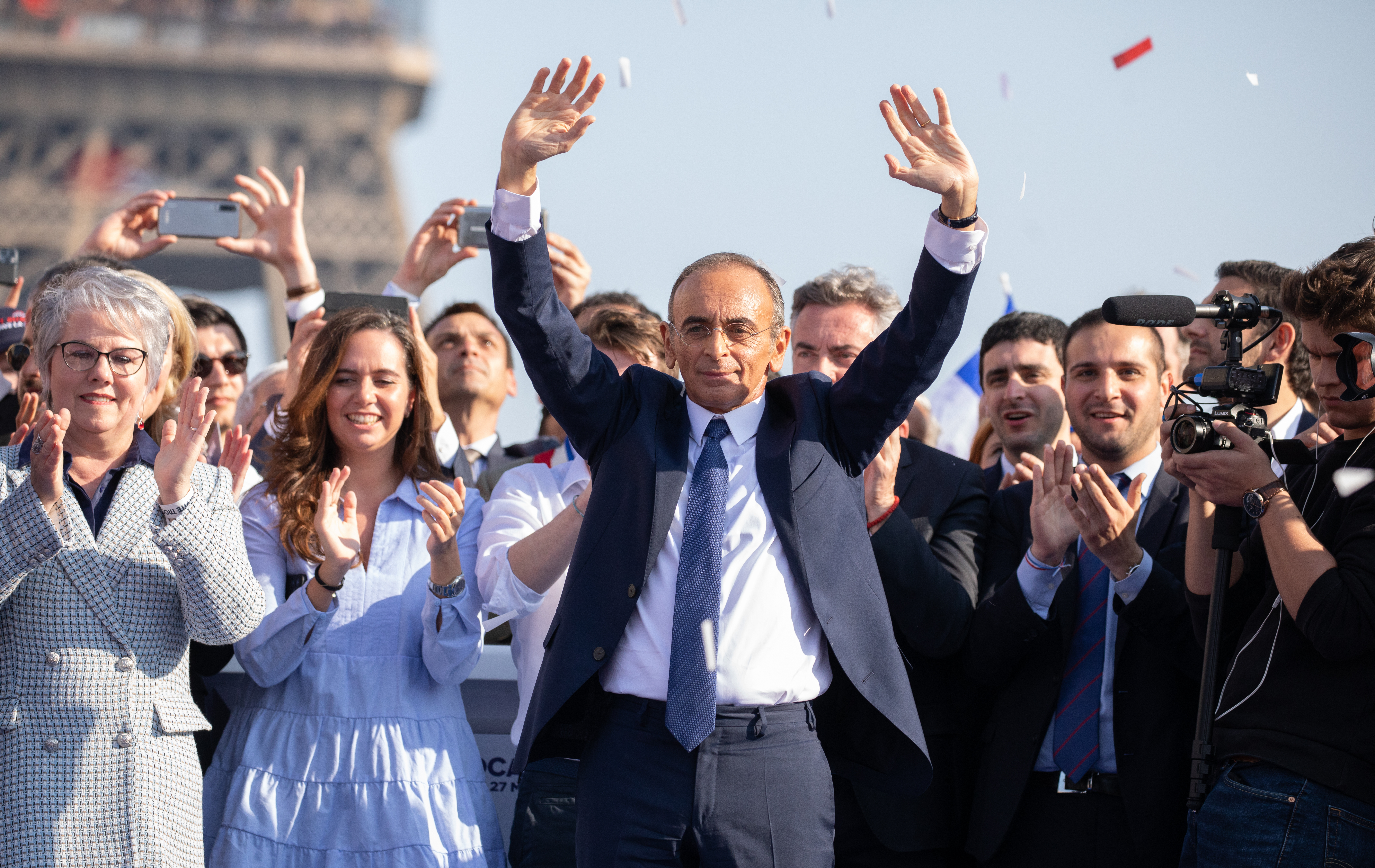
Sarah Knafo con Éric Zemmour al termine del suo incontro al Trocadero il 27 marzo 2022.

Nel settembre 2019 è stata, insieme a Jacques de Guillebon, una delle principali organizzatrici della "Convenzione della destra", di cui Marion Maréchal ed Éric Zemmour erano i protagonisti, e che mirava a promuovere l'unione della destra. Da allora, secondo Le Monde, è apparso come "il fulcro del sistema" che ha portato Éric Zemmour a candidarsi alle elezioni presidenziali del 2022. Gli ha portato la sua rete composta da giovani dell'Istituto di Formazione Politica – una scuola finanziata da Charles Gave –, dai suoi compagni dell'Unione Nazionale Interuniversitaria e da attivisti di La Manif pour tous. Ha avvicinato Marion Maréchal, che era una sua amica, a Éric Zemmour.
Secondo L'Obs, ha organizzato incontri nel suo appartamento nel Quartiere Latino tra Éric Zemmour e Nicolas Dupont-Aignan per discutere di una potenziale candidatura del primo alla presidenza. Si dice anche che abbia organizzato interviste con Marion Maréchal e Laurent Wauquiez. Nell'ottobre 2021, Mediapart ha rivelato il suo ruolo di regista della campagna di Éric Zemmour. Il suo titolo ufficiale è quello di "direttore strategico della campagna"9. Antoine Diers, membro del team della campagna di Éric Zemmour, durante l'incontro pubblico a Villepinte nel novembre 2021, l'ha presentata come "colei che è all'origine di tutto". Nel rendere ufficiale la sua relazione con lei nel gennaio 2022, Éric Zemmour ha precisato che "senza di lei, non ci sarebbe stata alcuna campagna".
Candidata di  Reconquête alle elezioni europee del 2024, avendo il partito ottenuto il 5,47% dei voti  è diventata deputata al Parlamento europeo. Il 3 ottobre 2024, la procura di Parigi ha archiviato la denuncia, per "diffusione di notizie false", presentata dallo Stato algerino dopo che Sarah Knafo aveva affermato che l'Algeria riceveva 800 milioni di euro all'anno in aiuti allo sviluppo dalla Francia..